# Buckingham Building
El Buckingham Building (también conocido como Socony-Vacuum Building) es un rascacielos de 27 pisos ubicado en 59-67 E. Van Buren St. en el vecindario Loop de Chicago, Illinois (Estados Unidos). El edificio, que se inauguró en 1930, ha sido históricamente un edificio de oficinas y tiendas de uso mixto. Los arquitectos de Chicago Holabird y Root diseñaron el edificio en estilo art déco. Fue agregado al Registro Nacional de Lugares Históricos el 10 de agosto de 2000

## Historia
Los planes de construcción para el edificio Buckingham comenzaron en 1929. El edificio reemplazó una estructura de 1886 llamada Athenaeum Building, una institución educativa semipública. Como resultado, el nuevo edificio se llamó Nuevo Ateneo durante su planificación inicial, aunque en 1929 se conocía como el Edificio Buckingham. El espacio de oficinas del edificio se abrió a los inquilinos en mayo de 1930; sus agentes de arrendamiento promocionaron el espacio utilizando tanto su proximidad a la Avenida Míchigan como sus múltiples modos de transporte y sus vistas del lago Míchigan y Grant Park. Entre los primeros inquilinos importantes del edificio se encontraban la Vacuum Oil Company, la American Railroad Association y la National Hardwood Lumber Association. El primer piso del edificio se utilizó como espacio comercial, tiendas de vivienda y restaurantes. The Vacuum Oil Company se fusionó con la Standard Oil Company de Nueva York en 1931 para convertirse en Socony-Vacuum Company, y la firma consolidada alquilaba cada vez más espacio en el edificio. En 1940, la empresa cambió el nombre del edificio a Edificio Socony-Vacuum al firmar un contrato de arrendamiento de diez años para su espacio de oficinas. El edificio más tarde se hizo conocido por su dirección postal. Todavía incluye espacios comerciales y de oficinas, aunque ahora solo está parcialmente ocupado.

## Arquitectura
Los arquitectos de Chicago Holabird & Root, los sucesores de los pioneros de la escuela de Chicago Holabird y Roche, diseñaron el edificio Buckingham. La firma diseñó el edificio en estilo art déco. El edificio tiene una estructura de hormigón y acero, y su exterior está revestido de ladrillo, granito y terracota. La fachada frontal está compuesta por cinco tramos divididos por pilares; los tres tramos centrales están enfrentadas con terracota oscura para agregar énfasis vertical a los pilares más claros. Las enjutas con motivos florales separan las ventanas de cada piso en los tramos centrales. Los tres primeros pisos están revestidos en granito negro y los escaparates están enmarcados por aluminio dentilado. El piso veintidós presenta paneles decorativos de terracota de color chocolate con un diseño floral, mientras que el piso veinticinco tiene decoraciones adicionales de terracota con una clave.